# Тамды (Хромтауский район)
Тамды (каз. Тамды, до 2006 г. — Молодёжное) — село в Хромтауском районе Актюбинской области Казахстана. Входит в состав Копинского сельского округа. Код КАТО — 156041400.

## Население
В 1999 году население села составляло 815 человек (513 мужчин и 302 женщины). По данным переписи 2009 года, в селе проживало 577 человек (297 мужчин и 280 женщин).